# Michele Tramezzino
Michele Tramezzino (Roma 1526 - Venecia 1571)  fue un editor e impresor italiano, cuya actividad se desarrolló en Venecia. Trabajó con su hermano Francesco (1526-1576), quien tenía talleres en Roma. 

## Biografía
Ambos hermanos, Michele y Francesco nacieron en Roma, aunque la familia se refugió en Venecia en 1527 huyendo del saqueo de la ciudad. Francesco regresó a Roma y Michele permaneció en Venecia. Los hermanos imprimían mapas, estampas y obras literarias, históricas y jurídicas desde 1551. Su producción fue muy copiosa y siempre iba acompañada con una marca tipográfica que representaba la figura de la Sibila.
Michele Tramezzino fue el impresor de las principales obras caballerescas del prolífico autor Mambrino Roseo.